# ورما، مر اوز رمسدل
ورما، مر اوز رمسدل (به لاتین: Verma, Møre og Romsdal) یک منطقهٔ مسکونی در نروژ است که در Romsdal واقع شده‌است.

## خصوصیات
ورما ۲۹۰ متر بالاتر از سطح دریا واقع شده‌است.